# Pteronisculus
Pteronisculus is een geslacht van uitgestorven straalvinnige beenvissen die leefden tijdens het Vroeg- en Midden-Trias.

## Naamgeving
Het werd voor het eerst beschreven in 1921 onder de naam Glaucolepis door Erik Stensiö en later bleek het een synoniem te zijn van Pteronisculus ('het vinnetje') beschreven door Errol White in 1933. Echter, omdat de naam Glaucolepis al bezet was (het was al gegeven aan de bestaande lepidopteride Glaucolepis Braun, 1917), werd Pteronisculus de geldige geslachtsnaam voor de Trias-vis.
Het holotype van de typesoort Pteronisculus cicatrosus is het skelet BMNH P16300-1.
Andere soorten zijn Pteronisculus arambourgi, Pteronisculus broughi, Pteronisculus macropterus, Pteronisculus nevadanus en Pteronisculus nielseni.

## Uiterlijk en verspreiding
Net als veel andere vissen met vroege roggenvinnen, had Pteronisculus een kogelvormige schedel met grote ogen aan de voorkant en een grote opening bewapend met kleine tot grote, conische tanden. Zijn lichaam was bedekt met kleine ruitvormige schubben die pen-en-socket articulatie vertonen. Pteronisculus had vergrote borstvinnen en kleine buikvinnen. De rug- en anaalvinnen stonden vrijwel tegenover elkaar. De staartvin was heterocercaal.
Pteronisculus had een groot geografisch bereik tijdens het Vroeg-Trias. Fossielen werden verzameld in Groenland, Madagaskar, Spitsbergen en de Verenigde Staten (mogelijk ook British Columbia, Canada). Uit het Midden-Trias is het alleen bekend uit Zuid-China. Het voorkomen ervan in het Perm van Zuid-Afrika is in twijfel getrokken. Tot op heden zijn ongeveer dertien soorten beschreven, variërend van elf tot veertig centimeter lang.

## Fylogenie
Pteronisculus werd oorspronkelijk verwezen naar de familie Palaeoniscidae, maar werd verwijderd vanwege verschillen met Palaeoniscum. Op basis van overeenkomsten met Turseodus uit het Laat-Trias, werd het voorlopig opgenomen in Turseoidae. Een synapomorfie van Pteronisculus en Turseodus is het tanddragende traanbeen. Turseodus is echter onvolledig bekend en een nauwe verwantschap met Pteronisculus is nog niet getest met een cladistische analyse. In de cladistische analyse door Ren & Xu werd Pteronisculus gevonden in een zustergroepverwantschap met Cyranorhis uit het Carboon, een geslacht dat is verwezen naar de waarschijnlijk parafyletische familie Rhadinichthyidae.